# Люлі (Фрібур)
Люлі (фр. Lully) — громада  в Швейцарії в кантоні Фрібур, округ Бруа.

## Географія
Громада розташована на відстані близько 50 км на захід від Берна, 24 км на захід від Фрібура.
Люлі має площу 5,5 км², з яких на 12,1% дозволяється будівництво (житлове та будівництво доріг), 66,7% використовуються в сільськогосподарських цілях, 21% зайнято лісами, 0,2% не є продуктивними (річки, льодовики або гори).

## Демографія
2019 року в громаді мешкало 1178 осіб (+23,5% порівняно з 2010 роком), іноземців було 18,9%. Густота населення становила 214 осіб/км².
За віковим діапазоном населення розподілялося таким чином: 27,4% — особи молодші 20 років, 60,4% — особи у віці 20—64 років, 12,1% — особи у віці 65 років та старші. Було 441 помешкань (у середньому 2,7 особи в помешканні).
Із загальної кількості 347 працюючих 39 було зайнятих в первинному секторі, 36 — в обробній промисловості, 272 — в галузі послуг.